# Beaucens
Beaucens (prononcé [bosɛ̃s]) est une commune française située dans l'ouest du département des Hautes-Pyrénées, en région Occitanie. Sur le plan historique et culturel, la commune est dans la province du Lavedan, partie sud-occidentale de la Bigorre et constituée d'un ensemble de sept vallées en amont de la ville de Lourdes.
Exposée à un climat de montagne, elle est drainée par le gave de Pau, l'Adour de Lesponne, le Nès, le ruisseau d'Isaby, le ruisseau des Bariquères, le ruisseau d'Estibos et par divers autres petits cours d'eau. Incluse dans le Parc national des Pyrénées, la commune possède un patrimoine naturel remarquable : deux sites Natura 2000 (les « gaves de Pau et de Cauterets (et gorge de Cauterets) » et le « lac Bleu Léviste »), un espace protégé (l'« Adour et affluents ») et huit zones naturelles d'intérêt écologique, faunistique et floristique.
Beaucens est une commune rurale qui compte 417 habitants en 2022, après avoir connu une forte hausse de la population depuis 1975. Elle fait partie de l'aire d'attraction d'Argelès-Gazost. Ses habitants sont appelés les Beaucinois ou  Beaucinoises.

## Géographie

### Localisation
La commune de Beaucens se trouve dans le département des Hautes-Pyrénées, en région Occitanie.
Elle se situe à 30 km à vol d'oiseau de Tarbes, préfecture du département, et à 4 km d'Argelès-Gazost, sous-préfecture.
Les communes les plus proches sont : 
Artalens-Souin (1,2 km), Adast (1,4 km), Préchac (2,0 km), Pierrefitte-Nestalas (2,0 km), Uz (2,4 km), Vier-Bordes (2,4 km), Saint-Savin (2,4 km), Villelongue (2,5 km).
Sur le plan historique et culturel, Beaucens fait partie de la province historique du Lavedan, partie sud-occidentale de la Bigorre et constitué d'un ensemble de sept vallées en amont de la ville de Lourdes. Historiquement, elle  fait partie de la province de Gascogne, et plus particulièrement du comté de Bigorre. La commune est dans le pays Dabant-Aygues qui regroupe huit communes.
La commune de Beaucens est très étendue latéralement, du sud-est (pic Crémat) au nord-ouest (rive gauche du gave de Gavarnie). Parmi les douze communes qui lui sont limitrophes, neuf se concentrent à l'ouest et au nord. Elle est limitrophe avec Ayros-Arbouix au nord-ouest par un simple quadripoint, près du-lieu-dit Vielle, et par un autre quadripoint avec Saint-Savin à l'ouest, près du lieu-dit les Quintaynes.
| Ayros-Arbouix, Préchac, Lau-Balagnas | Artalens-Souin, Vier-Bordes | Gazost              |
| Saint-Savin, Adast                   | Beaucens                    | Bagnères-de-Bigorre |
| Pierrefitte-Nestalas                 | Villelongue                 | Sers                |

### Géologie et relief
Points remarquables sur le territoire de la commune de Beaucens:
- le Pic de Nerbiou, 1 747 m.
- le Soum de la Siarousse, 2 018 m.
- le Soum de Léviste et le Pic de Léviste, 2 463 m, limitrophes avec la commune de Villelongue.
- le Soum Arrouy, 2 484 m, limitrophe avec Villelongue et Sers.
- le Soum de Lascours, 2 485 m.
- le Pic Bédéra, 2 513 m.
- le Pic de Merlheu, 2 634 m.
- le col de Bareilles, 2 238 m, qui donne accès au Lac Bleu de Lesponne et au Lac Vert.
- la Hourquette d'Ouscouaou, 1 870 m, entre le Lac d'Isaby et le Lac d'Ourrec.
- le Pic de Naouit, 1 813 m, limitrophe avec la commune de Gazost.

### Hydrographie

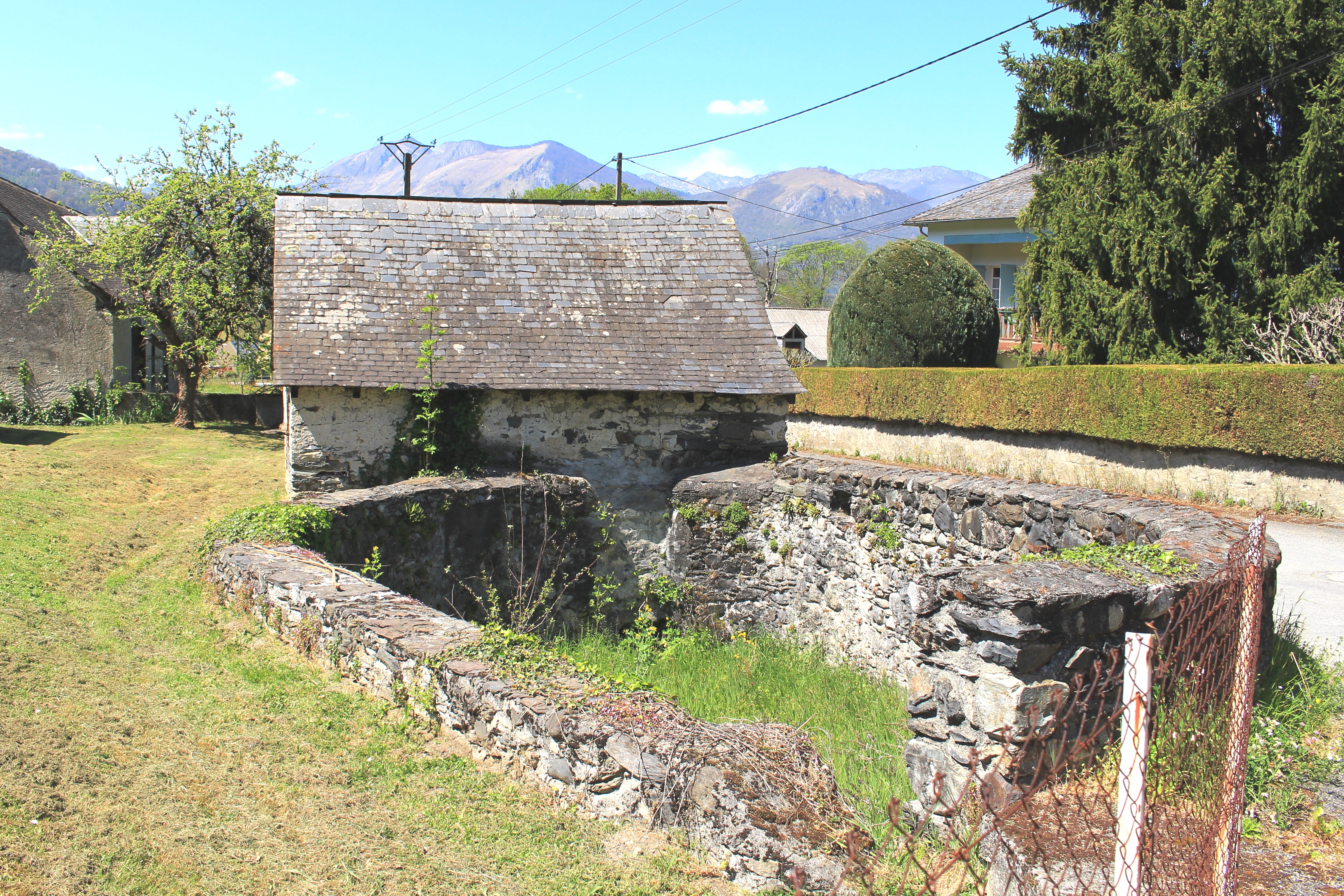
Le moulin en 2021.

Elle est drainée par le gave de Pau, l'Adour de Lesponne, le Nès, le ruisseau d'Isaby, le ruisseau des Bariquères, le ruisseau d'Estibos, un bras du Gave de Pau, un bras du Gave de Pau, le Lhécou, le ruisseau de Cantaloup, le ruisseau de Lisey, le ruisseau du Gabarret et par divers petits cours d'eau, constituant un réseau hydrographique de 41 km de longueur totale,.
Le gave de Pau, d'une longueur totale de 192,8 km, prend sa source dans la commune de Gavarnie-Gèdre et s'écoule du sud vers le nord. Il traverse la commune et se jette dans l'Adour à Saint-Loubouer, après avoir traversé 88 communes.
L'Adour de Lesponne, d'une longueur totale de 18,6 km, prend sa source dans la commune de Beaucens et s'écoule du sud vers le nord. Il traverse la commune et se jette dans l'Adour à Beaudéan, après avoir traversé 4 communes.
Le Nès, d'une longueur totale de 15,7 km, prend sa source dans la commune de Beaucens et s'écoule du sud vers le nord. Il traverse la commune et se jette dans le gave de Pau à Lugagnan, après avoir traversé 7 communes.
Le ruisseau d'Isaby, d'une longueur totale de 11,7 km, prend sa source dans la commune de Beaucens et s'écoule du sud vers le nord. Il traverse la commune et se jette dans le gave de Pau à Villelongue.

### Climat
Le climat qui caractérise la commune est qualifié, en 2010, de « climat des marges montargnardes », selon la typologie des climats de la France qui compte alors huit grands types de climats en métropole. En 2020, la commune ressort du type « climat de montagne » dans la classification établie par Météo-France, qui ne compte désormais, en première approche, que cinq grands types de climats en métropole. Pour ce type de climat, la température décroît rapidement en fonction de l'altitude. On observe une nébulosité minimale en hiver et maximale en été. Les vents et les précipitations varient notablement selon le lieu.
Les paramètres climatiques qui ont permis d’établir la typologie de 2010 comportent six variables pour les températures et huit pour les précipitations, dont les valeurs correspondent à la normale 1971-2000. Les sept principales variables caractérisant la commune sont présentées dans l'encadré ci-après.
| Paramètres climatiques communaux sur la période 1971-2000 - Moyenne annuelle de température : 12,3 °C - Nombre de jours avec une température inférieure à −5 °C : 3,8 j - Nombre de jours avec une température supérieure à 30 °C : 4,7 j - Amplitude thermique annuelle : 14,5 °C - Cumuls annuels de précipitation : 1 249 mm - Nombre de jours de précipitation en janvier : 11 j - Nombre de jours de précipitation en juillet : 10,5 j |

Avec le changement climatique, ces variables ont évolué. Une étude réalisée en 2014 par la Direction générale de l'Énergie et du Climat complétée par des études régionales prévoit en effet que la  température moyenne devrait croître et la pluviométrie moyenne baisser, avec toutefois de fortes variations régionales. Ces changements peuvent être constatés sur la station météorologique de Météo-France la plus proche, « Ayros-Arbouix », sur la commune d'Ayros-Arbouix, mise en service en 1982 et qui se trouve à 3 km à vol d'oiseau,, où la température moyenne annuelle est de 12,7 °C et la hauteur de précipitations de 1 031,4 mm pour la période 1981-2010.
Sur la station météorologique historique la plus proche, « Tarbes-Lourdes-Pyrénées », sur la commune d'Ossun, mise en service en 1946 et à 23 km, la température moyenne annuelle évolue de 12,2 °C pour la période 1971-2000, à 12,6 °C pour 1981-2010, puis à 12,9 °C pour 1991-2020.

### Milieux naturels et biodiversité

#### Espaces protégés
La protection réglementaire est le mode d’intervention le plus fort pour préserver des espaces naturels remarquables et leur biodiversité associée,.
Dans ce cadre, la commune fait partie de l'aire d'adhésion du Parc National des Pyrénées. Ce  parc national, créé en 1967, abrite une faune riche et spécifique particulièrement intéressante : importantes populations d’isards, colonies de marmottes réimplantées avec succès, grands rapaces tels le Gypaète barbu, le Vautour fauve, le Percnoptère d’Égypte ou l’Aigle royal, le Grand tétras et le discret Desman des Pyrénées qui constitue l’exemple type de ce précieux patrimoine confié au Parc national et aussi l'Ours des Pyrénées,,.
Un  autre espace protégé est présent sur la commune : 
l'« Adour et affluents », objet d'un arrêté de protection de biotope, d'une superficie de 215,8 ha ;

#### Réseau Natura 2000

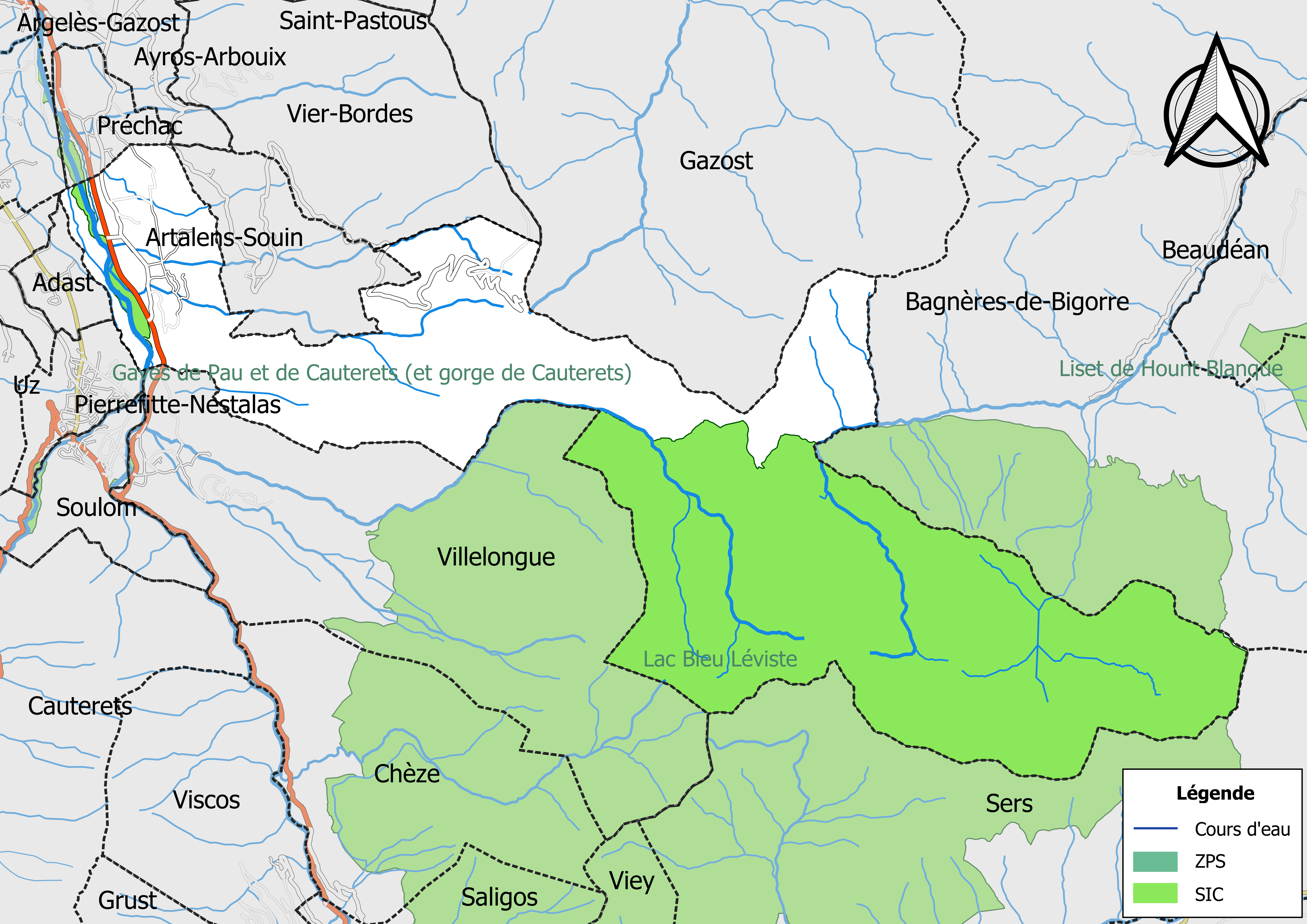
Sites Natura 2000 sur le territoire communal.

Le réseau Natura 2000 est un réseau écologique européen de sites naturels d'intérêt écologique élaboré à partir des Directives « Habitats » et « Oiseaux », constitué de zones spéciales de conservation (ZSC) et de zones de protection spéciale (ZPS).
Deux sites Natura 2000 ont été définis sur la commune au titre de la « directive Habitats » : 
- les « gaves de Pau et de Cauterets (et gorge de Cauterets) », d'une superficie de 482 ha, sont un site est localisé sur deux domaines biogéographiques : 42 % pour le domaine atlantique et 58 % pour le domaine alpin. Il sconstituent des réseaux linéaires sélectionnés pour leurs capacités d'accueil du saumon Salmo salar[32] ;
- le « lac Bleu Léviste », d'une superficie de 6 942 ha, présente une végétation caractéristique de la haute montagne pyrénéenne sur schistes et calcaires[33] ;

#### Zones naturelles d'intérêt écologique, faunistique et floristique
L’inventaire des zones naturelles d'intérêt écologique, faunistique et floristique (ZNIEFF) a pour objectif de réaliser une couverture des zones les plus intéressantes sur le plan écologique, essentiellement dans la perspective d’améliorer la connaissance du patrimoine naturel national et de fournir aux différents décideurs un outil d’aide à la prise en compte de l’environnement dans l’aménagement du territoire.
Six ZNIEFF de type 1 sont recensées sur la commune :
- le « Gave d'Azun, ruisseau du Bergons et Gave de Lourdes » (437 ha), couvrant 31 communes dont deux dans les Pyrénées-Atlantiques et 29 dans les Hautes-Pyrénées[35] ;
- le « massif du pic du Midi de Bigorre - lac Bleu » (4 075 ha), couvrant 5 communes du département[36] ;
- les « massifs du Montaigu et de Hautacam » (5 411 ha), couvrant 7 communes du département[37] ;
- la « vallée de Lesponne » (4 544 ha), couvrant 4 communes du département[38] ;
- la « vallée d'Isaby » (2 648 ha), couvrant 4 communes du département[39] ;
- le « versant sud du Soum d´Arrouy, du Gave au pic de Barbe » (4 507 ha), couvrant 9 communes du département[40] ;

et deux ZNIEFF de type 2, : 
- le « bassin du Haut Adour » (27 303 ha), couvrant 18 communes du département[41] ;
- les « vallées de Barèges et de Luz » (22 843 ha), couvrant 24 communes du département[42].

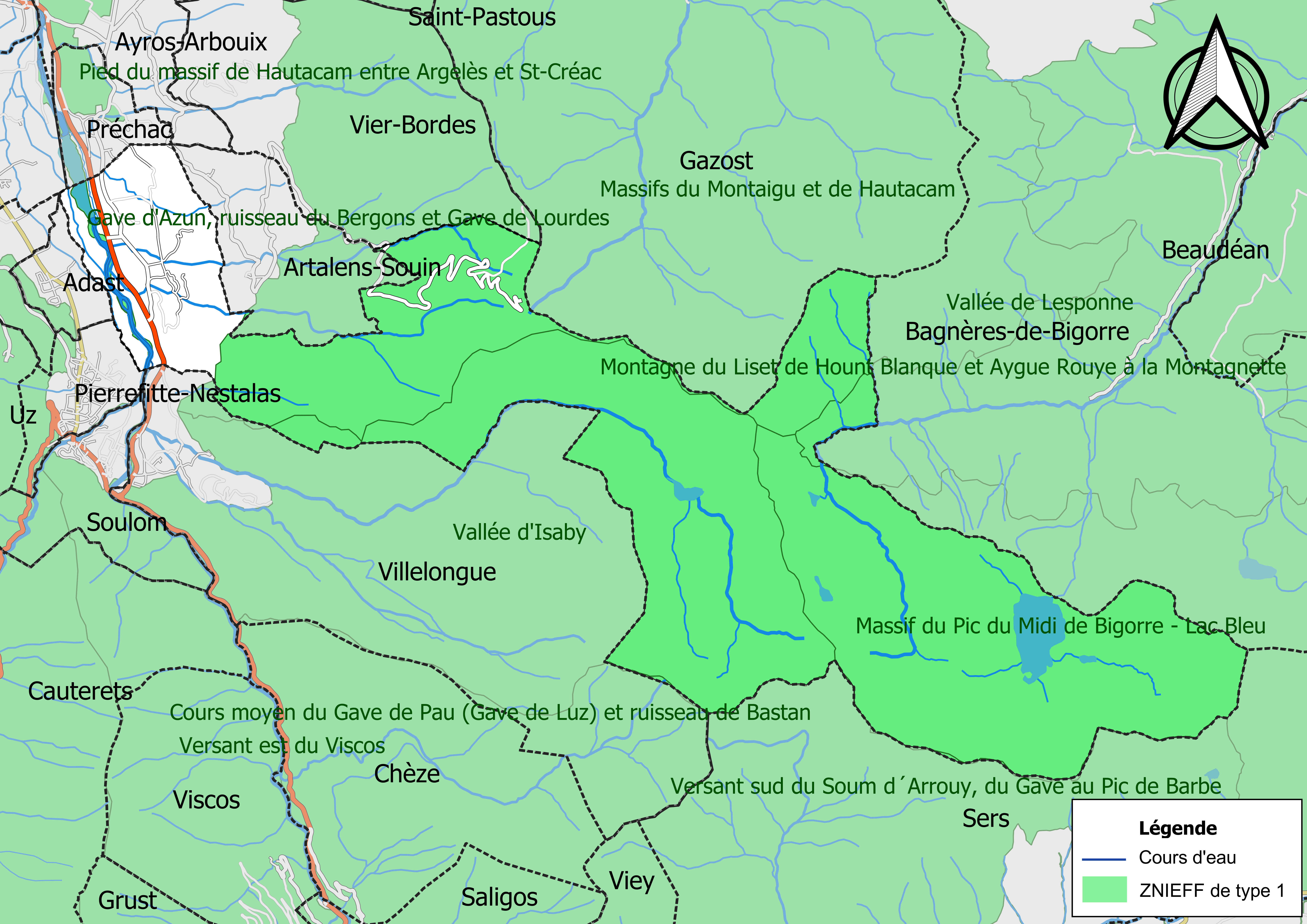
Carte des ZNIEFF de type 1 sur la commune.
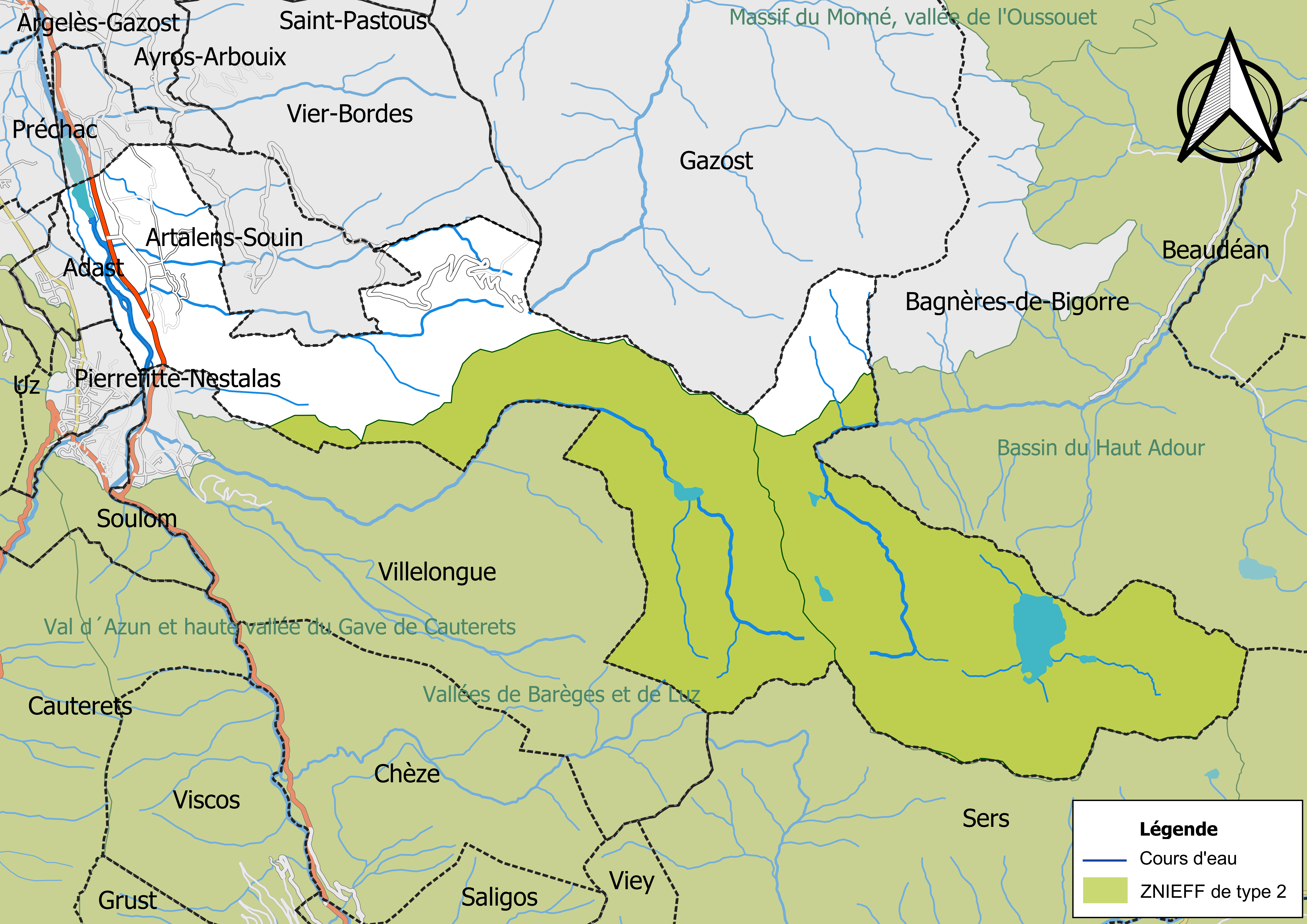
Carte des ZNIEFF de type 2 sur la commune.

## Urbanisme

### Typologie
Au 1er janvier 2024, Beaucens est catégorisée commune rurale à habitat dispersé, selon la nouvelle grille communale de densité à sept niveaux définie par l'Insee en 2022.
Elle est située hors unité urbaine. Par ailleurs la commune fait partie de l'aire d'attraction d'Argelès-Gazost, dont elle est une commune de la couronne,. Cette aire, qui regroupe 19 communes, est catégorisée dans les aires de moins de 50 000 habitants,.

### Occupation des sols
L'occupation des sols de la commune, telle qu'elle ressort de la base de données européenne d’occupation biophysique des sols Corine Land Cover (CLC), est marquée par l'importance des forêts et milieux semi-naturels (89 % en 2018), une proportion sensiblement équivalente à celle de 1990 (89,2 %). La répartition détaillée en 2018 est la suivante : 
milieux à végétation arbustive et/ou herbacée (54,4 %), espaces ouverts, sans ou avec peu de végétation (25,5 %), forêts (9,1 %), prairies (6,2 %), zones agricoles hétérogènes (1,9 %), zones urbanisées (1,4 %), eaux continentales (1,4 %), zones industrielles ou commerciales et réseaux de communication (0,1 %).
L'IGN met par ailleurs à disposition un outil en ligne permettant de comparer l’évolution dans le temps de l’occupation des sols de la commune (ou de territoires à des échelles différentes). Plusieurs époques sont accessibles sous forme de cartes ou photos aériennes : la carte de Cassini (XVIIIe siècle), la carte d'état-major (1820-1866) et la période actuelle (1950 à aujourd'hui).

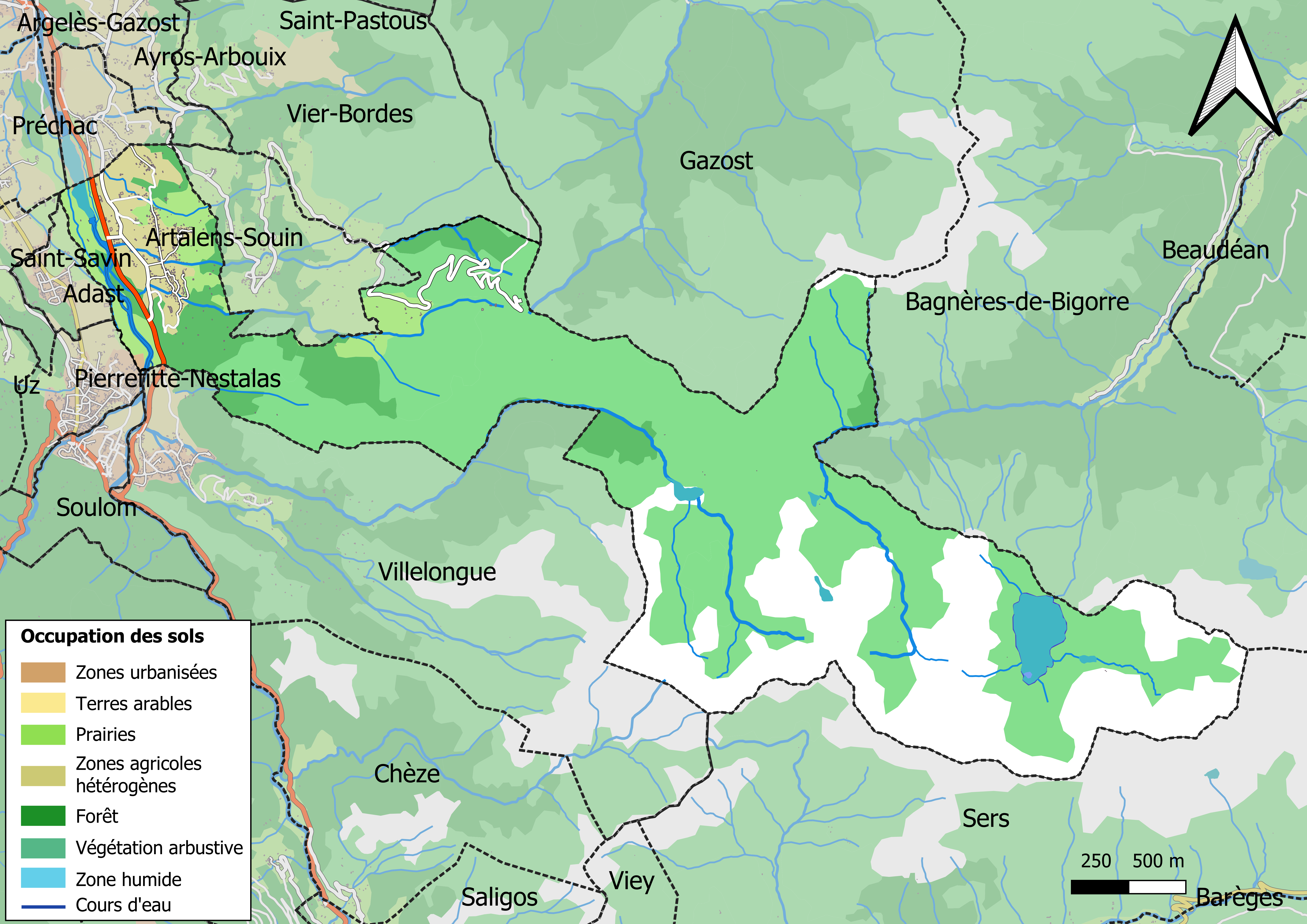
Carte des infrastructures et de l'occupation des sols en 2018 (CLC) de la commune.
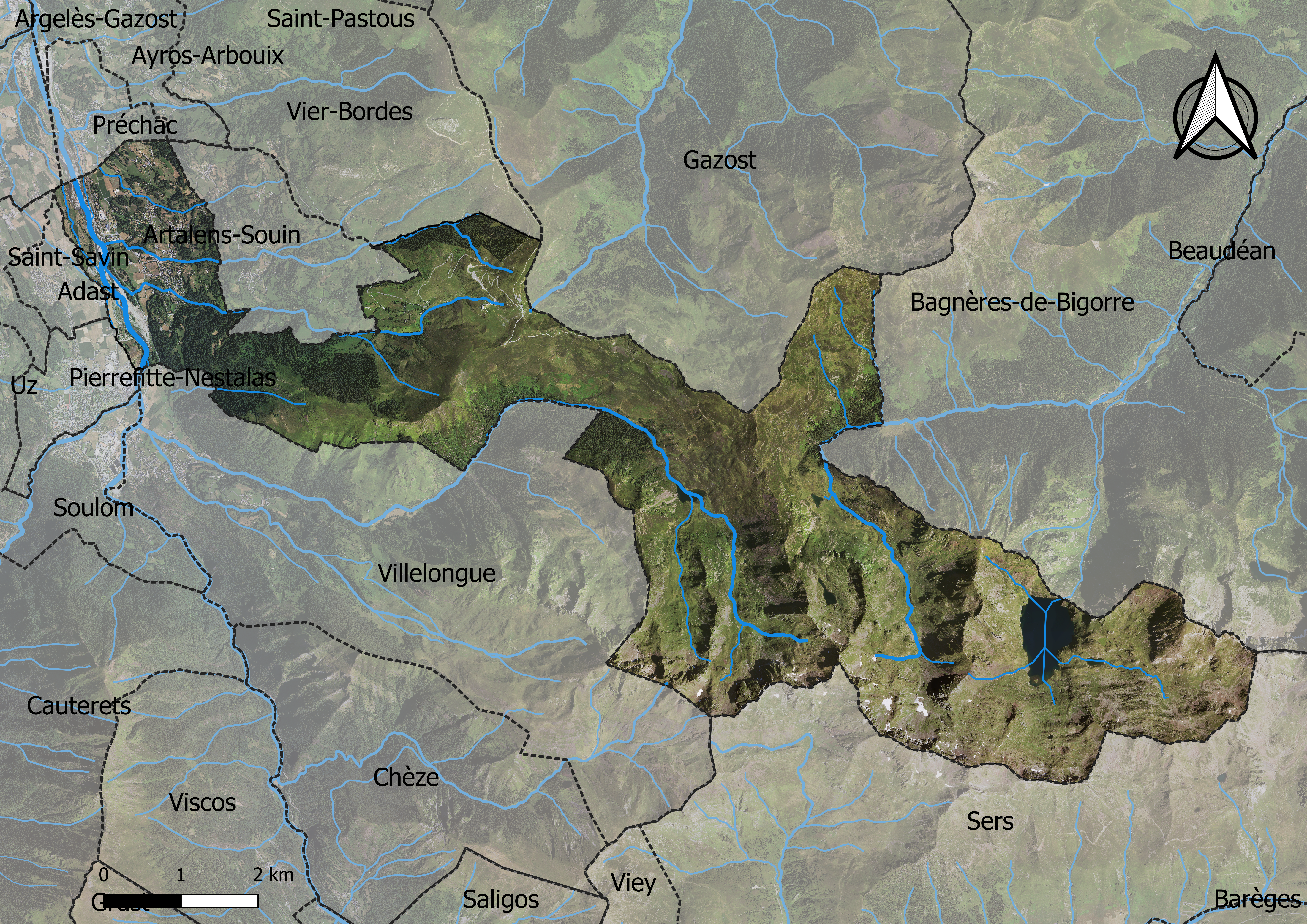
Carte orthophotogrammétrique de la commune.

### Voies de communication et transports
Cette commune est desservie par la route départementale D 913 et par la route départementale D 13.

### Risques majeurs
Le territoire de la commune de Beaucens est vulnérable à différents aléas naturels : météorologiques (tempête, orage, neige, grand froid, canicule ou sécheresse), inondations, feux de forêts, mouvements de terrains, avalanche  et séisme (sismicité moyenne). Il est également exposé à un risque technologique,  le transport de matières dangereuses, et à un risque particulier : le risque de radon. Un site publié par le BRGM permet d'évaluer simplement et rapidement les risques d'un bien localisé soit par son adresse soit par le numéro de sa parcelle.

#### Risques naturels
Certaines parties du territoire communal sont susceptibles d’être affectées par le risque d’inondation par débordement de cours d'eau, notamment le gave de Pau, l'Adour de Lesponne, le ruisseau d'Isaby et le Nès. La cartographie des zones inondables en ex-Midi-Pyrénées réalisée dans le cadre du XIe Contrat de plan État-région, visant à informer les citoyens et les décideurs sur le risque d’inondation, est accessible sur le site de la DREAL Occitanie. La commune a été reconnue en état de catastrophe naturelle au titre des dommages causés par les inondations et coulées de boue survenues en 1982, 1999, 2009, 2012 et 2013,.
Beaucens est exposée au risque de feu de forêt. Un plan départemental de protection des forêts contre les incendies a été approuvé par arrêté préfectoral le 21 avril 2020 pour la période 2020-2029. Le précédent couvrait la période 2007-2017. L’emploi du feu est régi par deux types de réglementations. D’abord le code forestier et l’arrêté préfectoral du 27 octobre 2014, qui réglementent l’emploi du feu à moins de 200 m des espaces naturels combustibles sur l’ensemble du département. Ensuite celle établie dans le cadre de la lutte contre la pollution de l’air, qui interdit le brûlage des déchets verts des particuliers. L’écobuage est quant à lui réglementé dans le cadre de commissions locales d’écobuage (CLE).

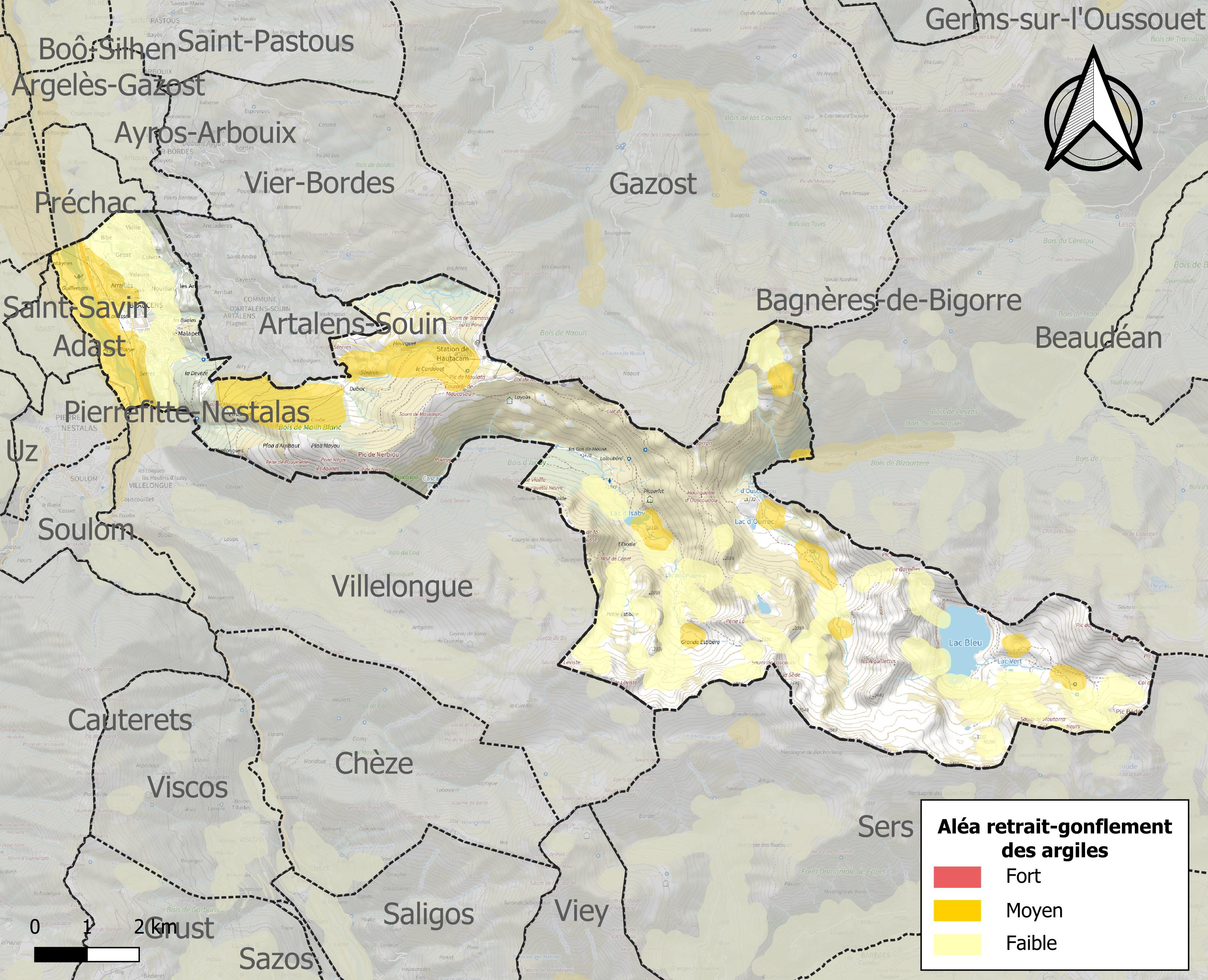
Carte des zones d'aléa retrait-gonflement des sols argileux de Beaucens.

Les mouvements de terrains susceptibles de se produire sur la commune sont des mouvements de sols liés à la présence d'argile et des tassements différentiels.
Le retrait-gonflement des sols argileux est susceptible d'engendrer des dommages importants aux bâtiments en cas d’alternance de périodes de sécheresse et de pluie. 12,7 % de la superficie communale est en aléa moyen ou fort (44,5 % au niveau départemental et 48,5 % au niveau national). Sur les 203 bâtiments dénombrés sur la commune en 2019, 22 sont en aléa moyen ou fort, soit 11 %, à comparer aux 75 % au niveau départemental et 54 % au niveau national. Une cartographie de l'exposition du territoire national au retrait gonflement des sols argileux est disponible sur le site du BRGM,.
Par ailleurs, afin de mieux appréhender le risque d’affaissement de terrain, l'inventaire national des cavités souterraines permet de localiser celles situées sur la commune.
Concernant les mouvements de terrains, la commune a été reconnue en état de catastrophe naturelle au titre des dommages causés par des mouvements de terrain en 1999 et 2013.
La commune est exposée aux risques d'avalanche. Les habitants exposés à ce risque doivent se renseigner, en mairie, de l’existence d’un plan de prévention des risques avalanches (PPRA). Le cas échéant, identifier les mesures applicables à l'habitation, identifier, au sein de l'habitation, la pièce avec la façade la moins exposée à l’aléa pouvant faire office, au besoin, de zone de confinement et équiper cette pièce avec un kit de situation d’urgence,.

#### Risque technologique
Le risque de transport de matières dangereuses sur la commune est lié à sa traversée par une canalisation de transport d'hydrocarbures. Un accident se produisant sur une telle infrastructure est susceptible d’avoir des effets graves sur les biens, les personnes ou l'environnement, selon la nature du matériau transporté. Des dispositions d’urbanisme peuvent être préconisées en conséquence.

#### Risque particulier
Dans plusieurs parties du territoire national, le radon, accumulé dans certains logements ou autres locaux, peut constituer une source significative d’exposition de la population aux rayonnements ionisants. Certaines communes du département sont concernées par le risque radon à un niveau plus ou moins élevé. Selon la classification de 2018, la commune de Beaucens est classée en zone 3, à savoir zone à potentiel radon significatif.

## Toponymie

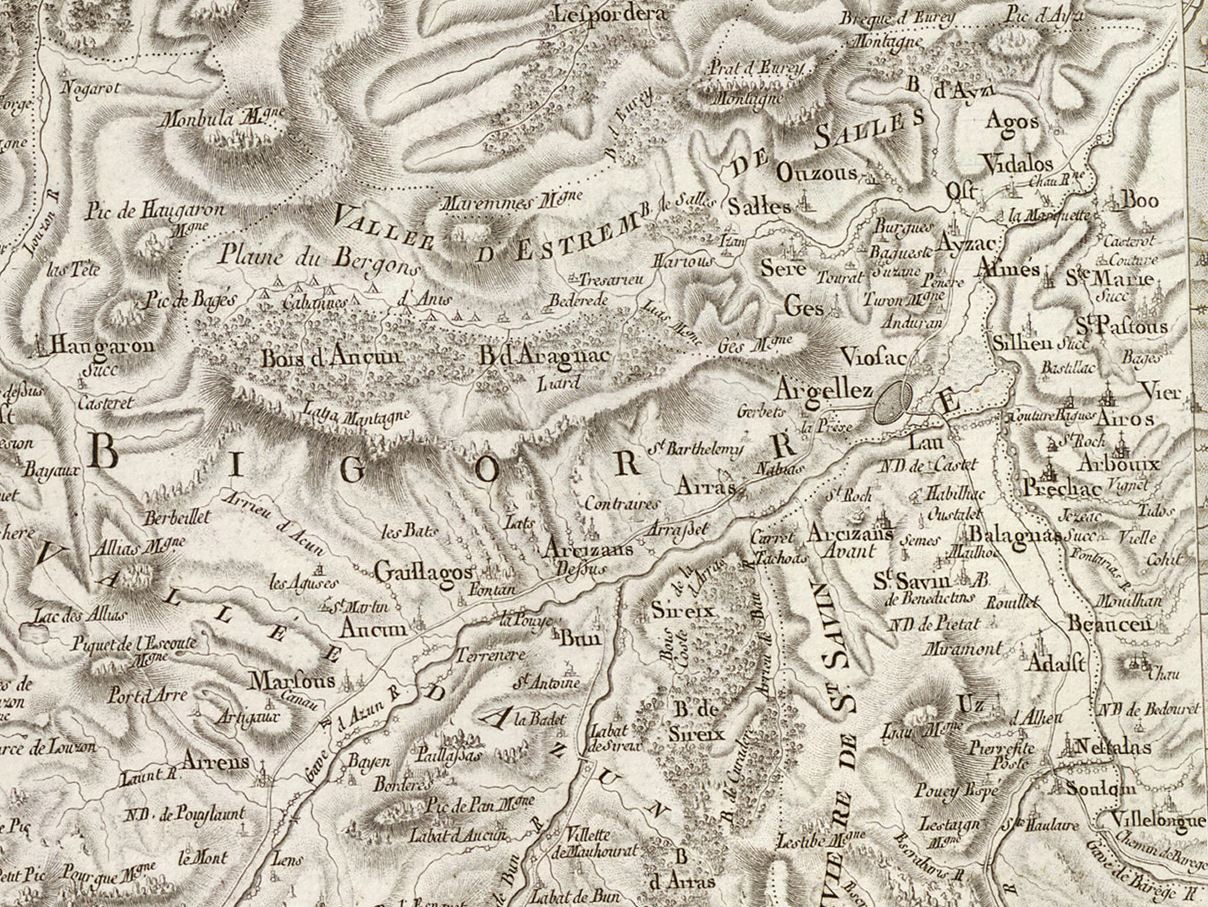
Extrait de la carte de Cassini (entre 1756 et 1789) situant Beaucens à l'est d'Argelès-Gazost.

On trouvera les principales informations dans le Dictionnaire toponymique des communes des Hautes-Pyrénées de Michel Grosclaude et Jean-François Le Nail qui rapporte les dénominations historiques du village :
Dénominations historiques :
- Belsen (v. 870, livre vert de Bénac ; v. 980, ibid. ; v. 1050-1070, cartulaire  de  Saint-Savin, etc. ; 1168, bulle d'Alexandre III) ;
- Beusen (1285, montre Bigorre ; 1300, enquête Bigorre ; 1313, Debita regi Navarre ; etc.) ;
- de Beucennio, latin (1379, procuration Tarbes) ;
- Beucen, Beussen, Beusen (1429, censier de Bigorre) ;
- Beaussen, Beaucen (1614, Guillaume Mauran) ;
- Beaucen en Lavedan (1737-1779, registres paroissiaux) ;
- Beucen (1768, Duco) ;
- Beaucen (1790, Département 1 et 2) ;
- Beaucen (fin XVIIIe siècle, carte de Cassini).

Nom occitan : Biussens.

## Histoire
Beaucens constituait, avec les lieux de Nouillan, Gézat et Biéla ou Buala, la seigneurie de Beaucens. Celle-ci dépendait de la vicomté de Lavedan (Labédâ en gascon) mentionnée à la fin du Xe siècle, elle-même dépendante du comté de Bigorre.

Les vicomtes résidaient à Castelloubon (Castet-Lou-Bou en gascon). Au début du XIe siècle, ils firent construire pour eux le château de Beaucens.

Il y eut au XVIIe siècle des conflits entre les habitants et leur seigneur.
Dans le Cahier de doléances de 1789, les habitants se plaignent des lourdes redevances perçues par « le baron de Beaucens, les religieux et l'abbé de Saint Savin, le prieur de Saint-Orens, et le château de Couhite », auxquelles s'ajoutent les impositions royales, et les décimes perçues par le prieur de Saint-Vincent, l'évêque, l'abbé de Saint-Savin et le chapitre de Tarbes. Le cahier de doléances fait aussi état des désastres dus aux débordements du Gave de Pau en 1787 et 1788.

## Politique et administration

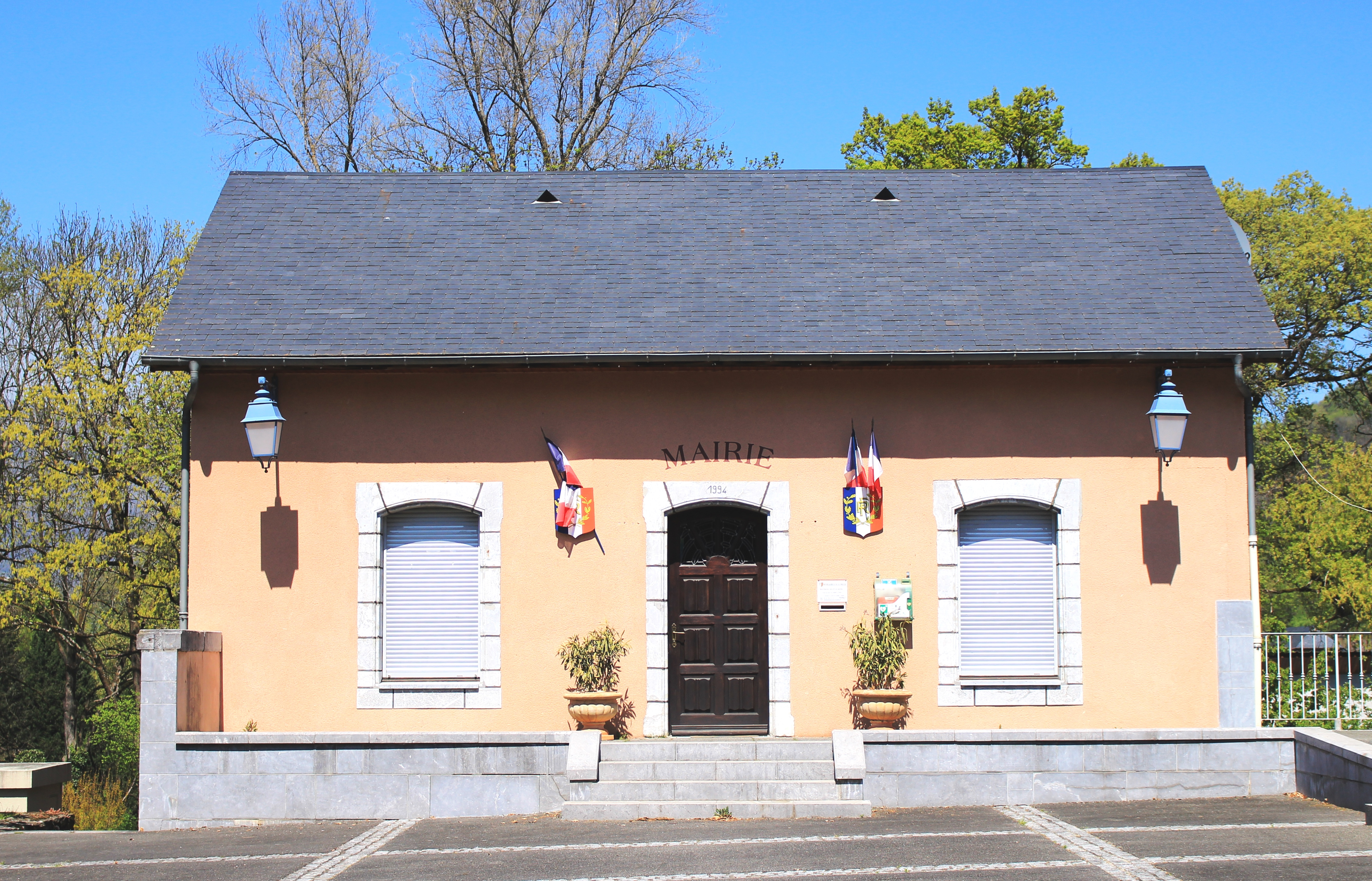
La mairie en 2021.

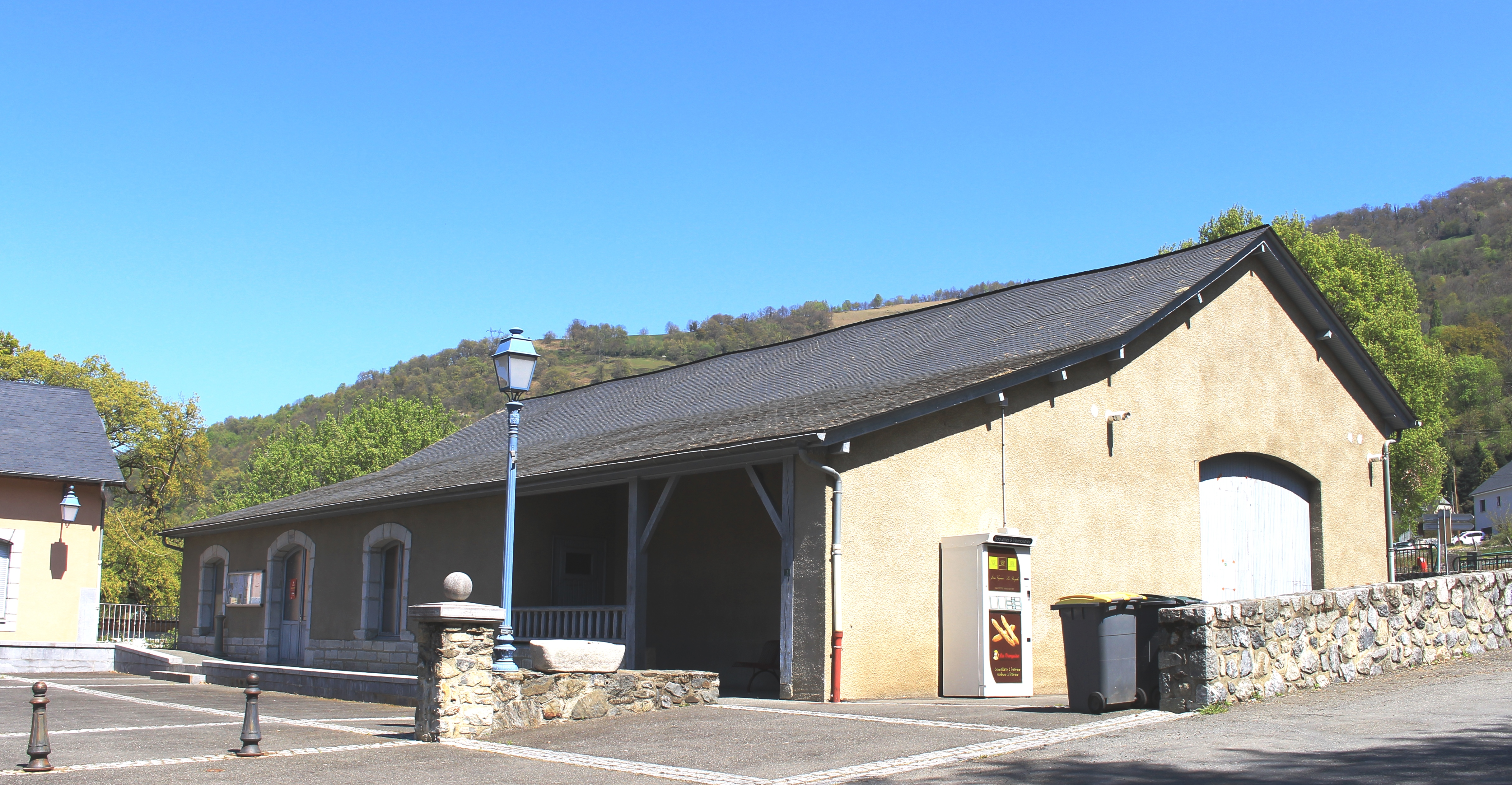
Le foyer rural en 2021.

### Liste des maires
| Période                                  | Période       | Identité                | Étiquette | Qualité        |
| ---------------------------------------- | ------------- | ----------------------- | --------- | -------------- |
| Les données manquantes sont à compléter. |               |                         |           |                |
|                                          |               |                         |           |                |
|                                          | mars 1995     | André Ducasa            |           |                |
| mars 1995                                | mars 2001     | Claude Vielle           |           |                |
| mars 2001                                | mars 2008     | Monique Arrode          |           |                |
| mars 2008                                | juin 2008     | Claude Bat              |           |                |
| juin 2008                                | mars 2020     | Stéphanie Lacoste       |           |                |
| mars 2020                                | décembre 2023 | François-Olivier Manson |           | Démissionnaire |
| janvier 2024                             | En cours      | Audrey Boyrie           |           |                |

### Rattachements administratifs et électoraux

#### Intercommunalité
Beaucens fait partie de la communauté de communes de la Vallée d'Argelès-Gazost, créée en décembre 1996, qui réunit seize communes.

## Population et société

### Démographie

#### Évolution démographique
L'évolution du nombre d'habitants est connue à travers les recensements de la population effectués dans la commune depuis 1793. Pour les communes de moins de 10 000 habitants, une enquête de recensement portant sur toute la population est réalisée tous les cinq ans, les populations de référence des années intermédiaires étant quant à elles estimées par interpolation ou extrapolation. Pour la commune, le premier recensement exhaustif entrant dans le cadre du nouveau dispositif a été réalisé en 2005.

En 2022, la commune comptait 417 habitants, en évolution de +1,96 % par rapport à 2016 (Hautes-Pyrénées : +1,59 %, France hors Mayotte : +2,11 %).
| 1793 | 1800 | 1806 | 1821 | 1831 | 1836 | 1841 | 1846 | 1851 |
| ---- | ---- | ---- | ---- | ---- | ---- | ---- | ---- | ---- |
| 379  | 402  | 435  | 460  | 491  | 491  | 488  | 502  | 470  |

| 1856 | 1861 | 1866 | 1872 | 1876 | 1881 | 1886 | 1891 | 1896 |
| ---- | ---- | ---- | ---- | ---- | ---- | ---- | ---- | ---- |
| 463  | 457  | 468  | 441  | 445  | 417  | 380  | 365  | 346  |

| 1901 | 1906 | 1911 | 1921 | 1926 | 1931 | 1936 | 1946 | 1954 |
| ---- | ---- | ---- | ---- | ---- | ---- | ---- | ---- | ---- |
| 335  | 342  | 311  | 283  | 265  | 361  | 271  | 237  | 244  |

| 1962 | 1968 | 1975 | 1982 | 1990 | 1999 | 2005 | 2006 | 2010 |
| ---- | ---- | ---- | ---- | ---- | ---- | ---- | ---- | ---- |
| 260  | 247  | 244  | 249  | 309  | 350  | 416  | 426  | 422  |

| 2015 | 2020 | 2022 | - | - | - | - | - | - |
| ---- | ---- | ---- | - | - | - | - | - | - |
| 405  | 423  | 417  | - | - | - | - | - | - |

### Enseignement

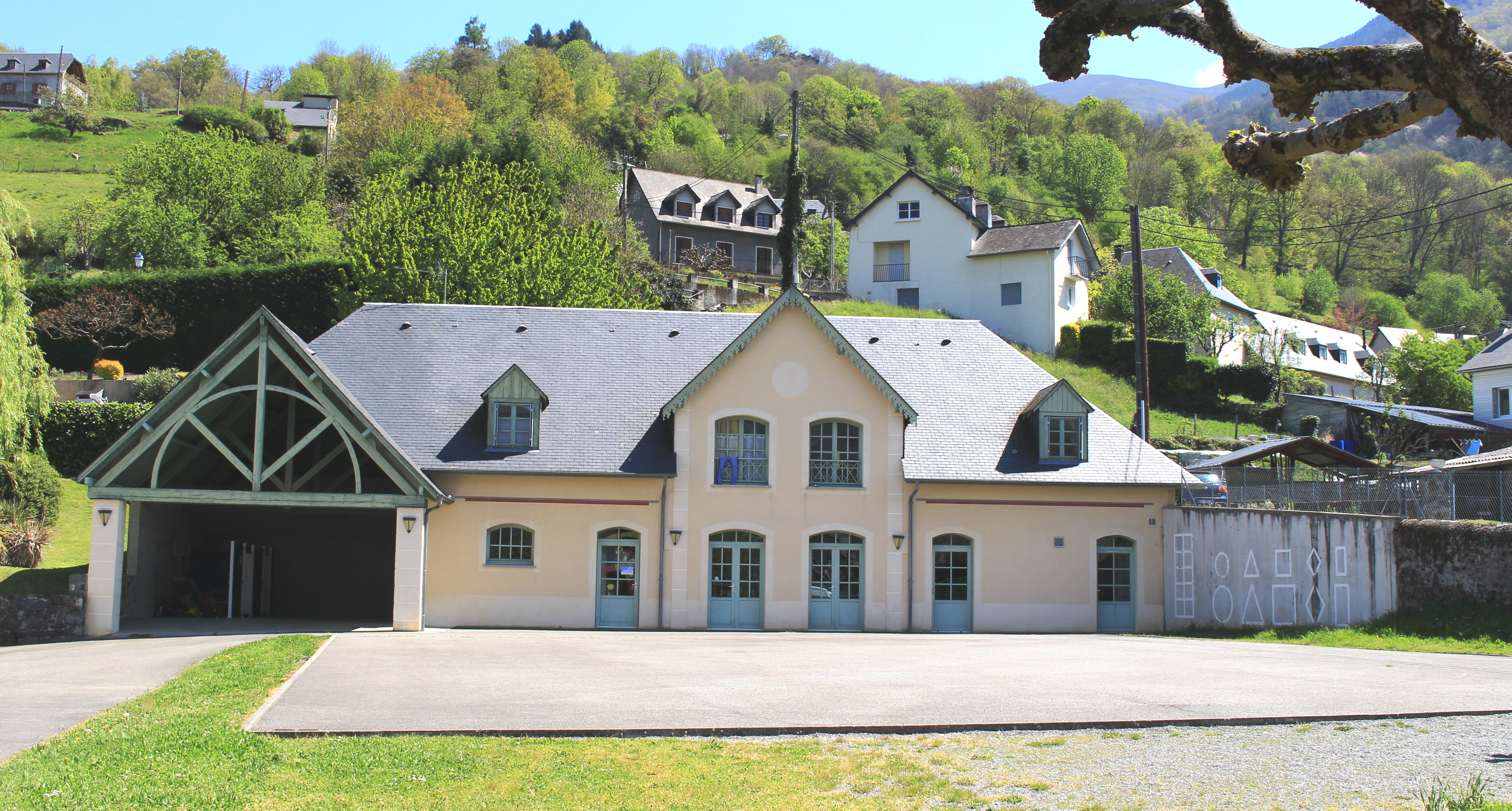
L'école maternelle en 2021.

La commune dépend de l'académie de Toulouse. Elle dispose d’une école en 2018.
- École maternelle.

### Santé

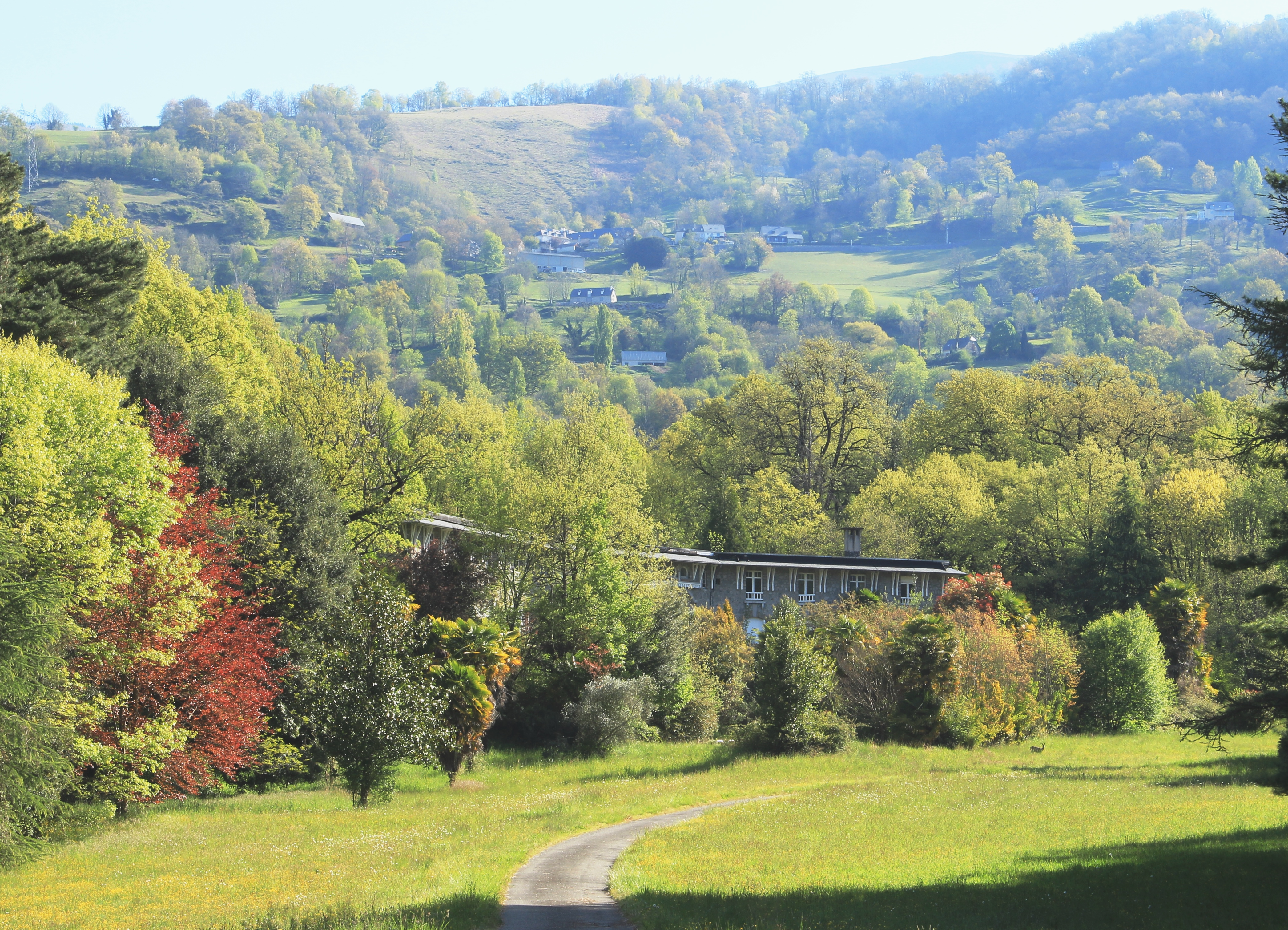
Les anciens thermes.

### Sports
La station de sports d'hiver du Hautacam est située sur le territoire de la commune de Beaucens.

## Économie

### Revenus
En 2018, la commune compte 188 ménages fiscaux, regroupant 457 personnes. La médiane du revenu disponible par unité de consommation est de 21 610 € (20 420 € dans le département).

### Emploi
|                | 2008  | 2013  | 2018  |
| -------------- | ----- | ----- | ----- |
| Commune        | 3,8 % | 5,3 % | 5 %   |
| Département    | 7,7 % | 9,4 % | 9,8 % |
| France entière | 8,3 % | 10 %  | 10 %  |

En 2018, la population âgée de 15 à 64 ans s'élève à 272 personnes, parmi lesquelles on compte 79,9 % d'actifs (74,8 % ayant un emploi et 5 % de chômeurs) et 20,1 % d'inactifs,. Depuis 2008, le taux de chômage communal (au sens du recensement) des 15-64 ans est inférieur à celui de la France et du département.
La commune fait partie de la couronne de l'aire d'attraction d'Argelès-Gazost, du fait qu'au moins 15 % des actifs travaillent dans le pôle,. Elle compte 131 emplois en 2018, contre 85 en 2013 et 79 en 2008. Le nombre d'actifs ayant un emploi résidant dans la commune est de 204, soit un indicateur de concentration d'emploi de 64,1 % et un taux d'activité parmi les 15 ans ou plus de 59,5 %.
Sur ces 204 actifs de 15 ans ou plus ayant un emploi, 50 travaillent dans la commune, soit 25 % des habitants. Pour se rendre au travail, 87 % des habitants utilisent un véhicule personnel ou de fonction à quatre roues, 4,7 % s'y rendent en deux-roues, à vélo ou à pied et 8,2 % n'ont pas besoin de transport (travail au domicile).

## Culture locale et patrimoine

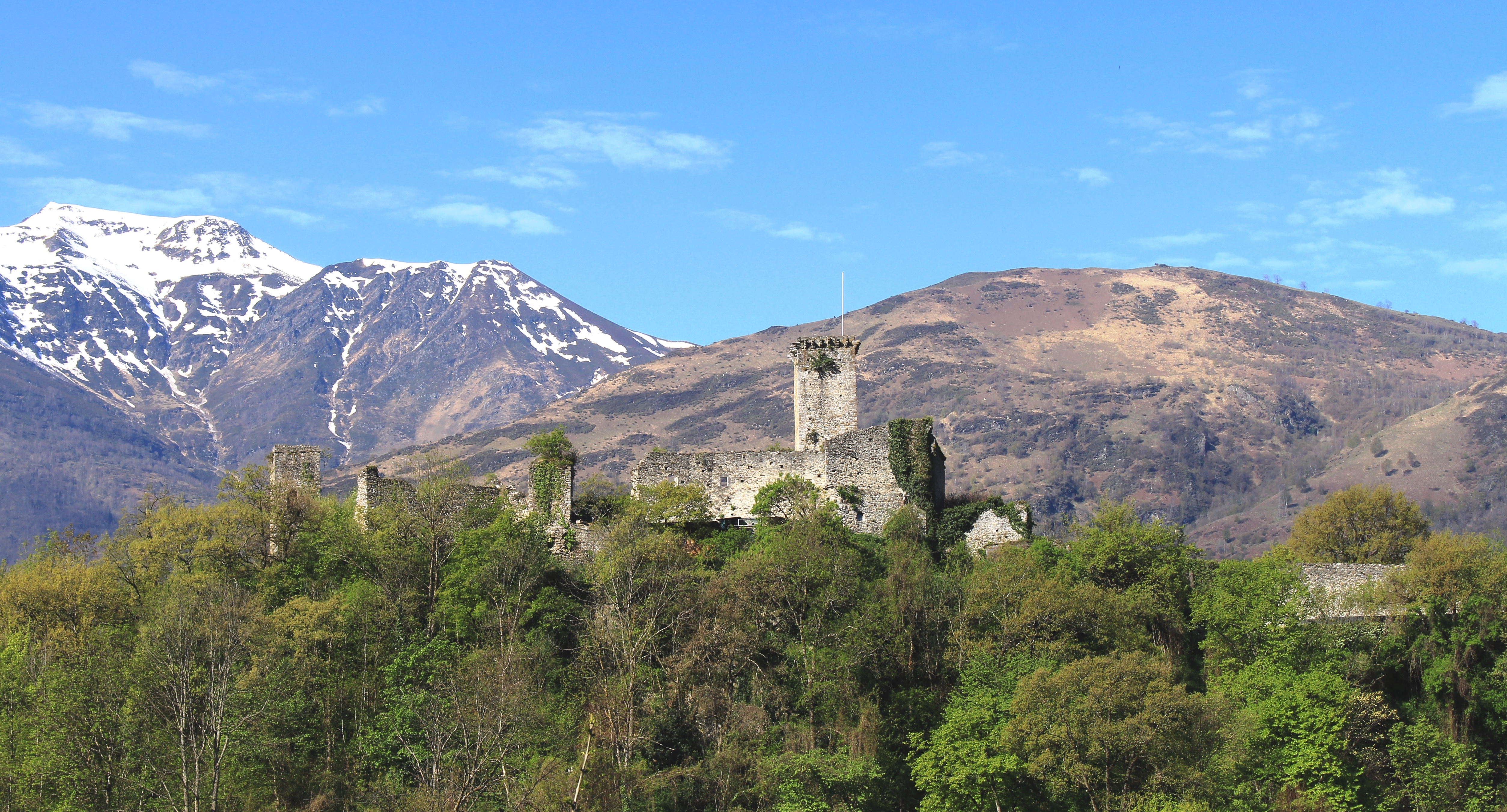
Le château en 2021.

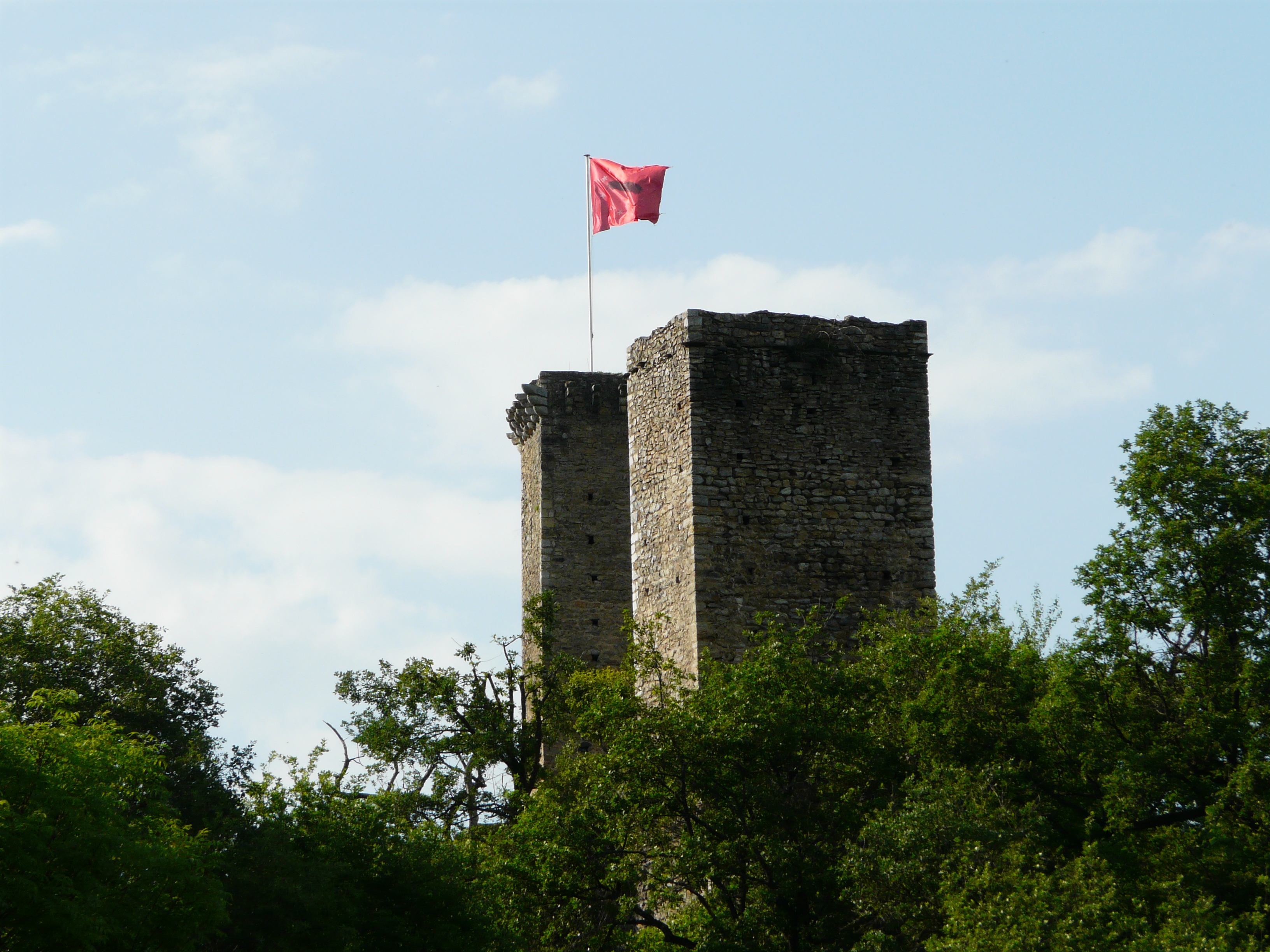
Les tours du château de Beaucens.

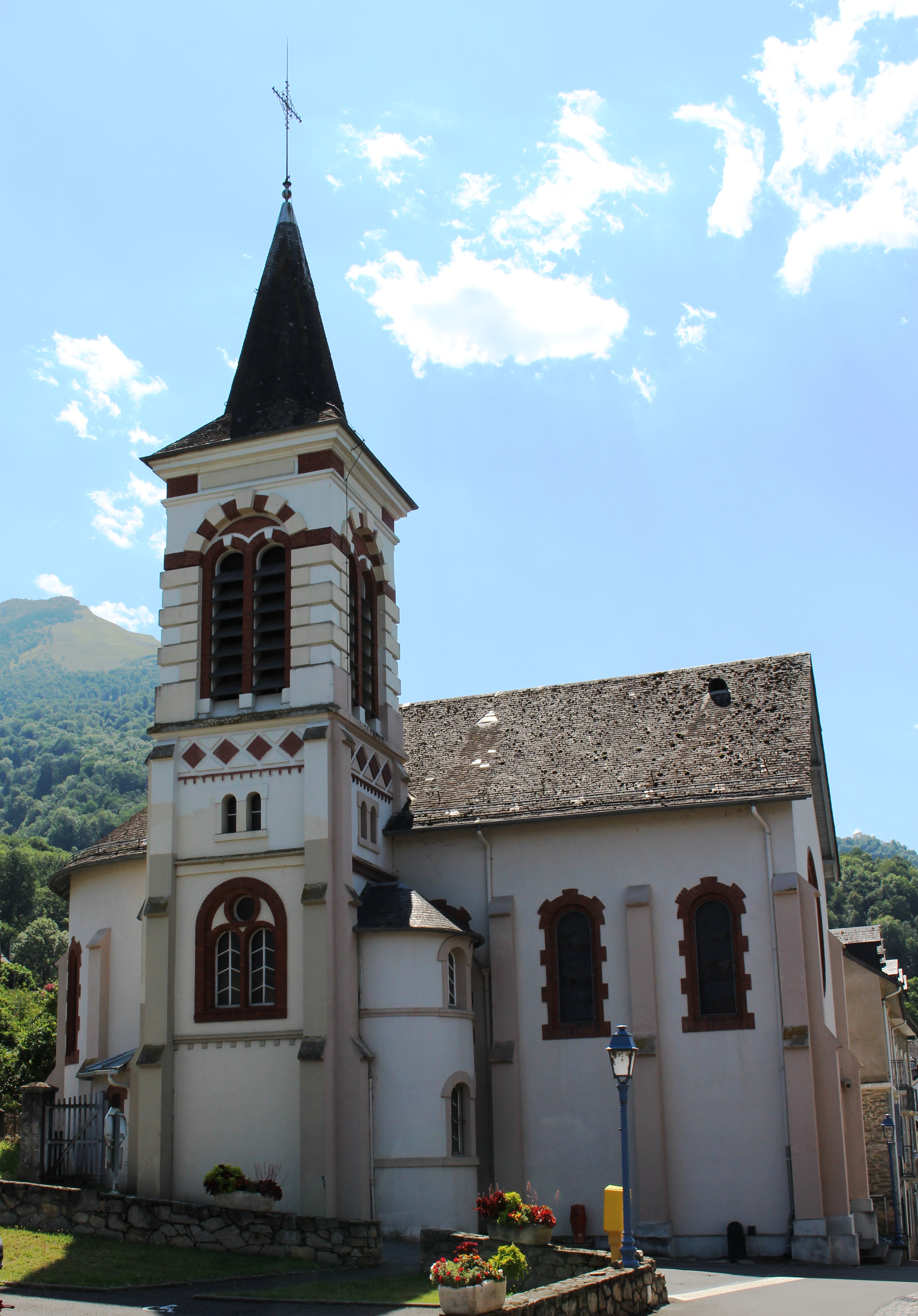
L'église Saint-Vincent en 2017.

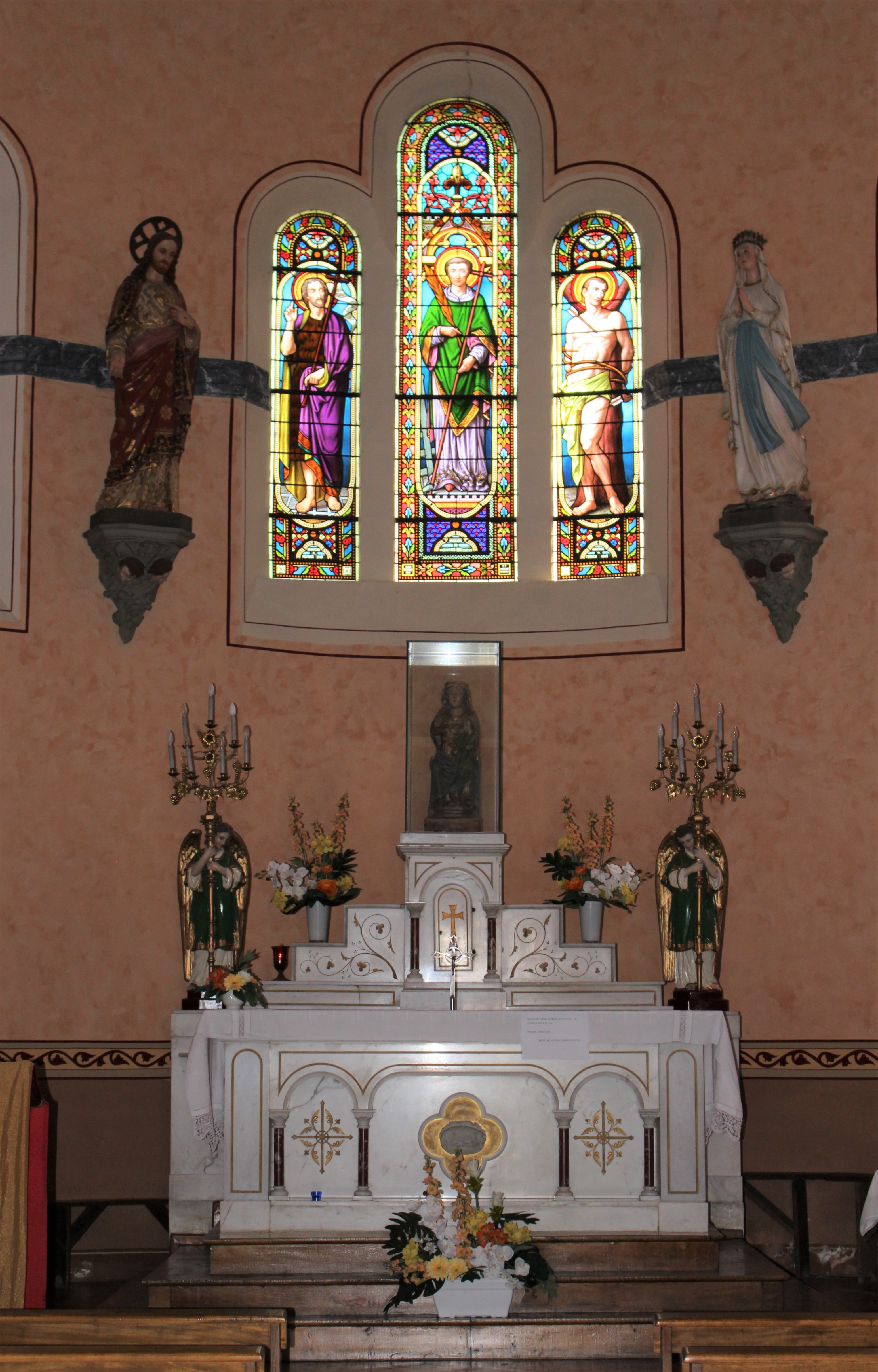
Le chœur.

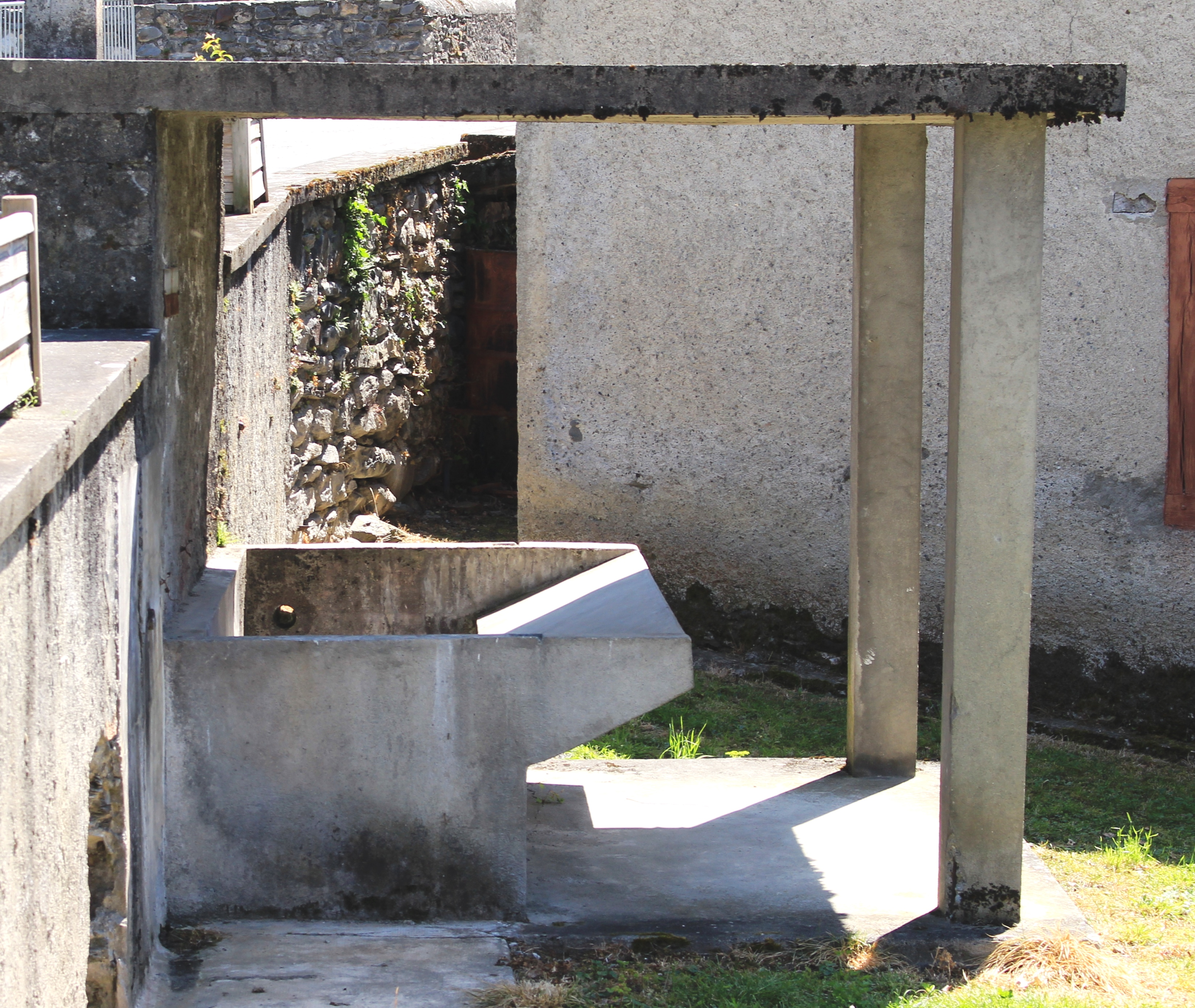
Le lavoir en 2021.

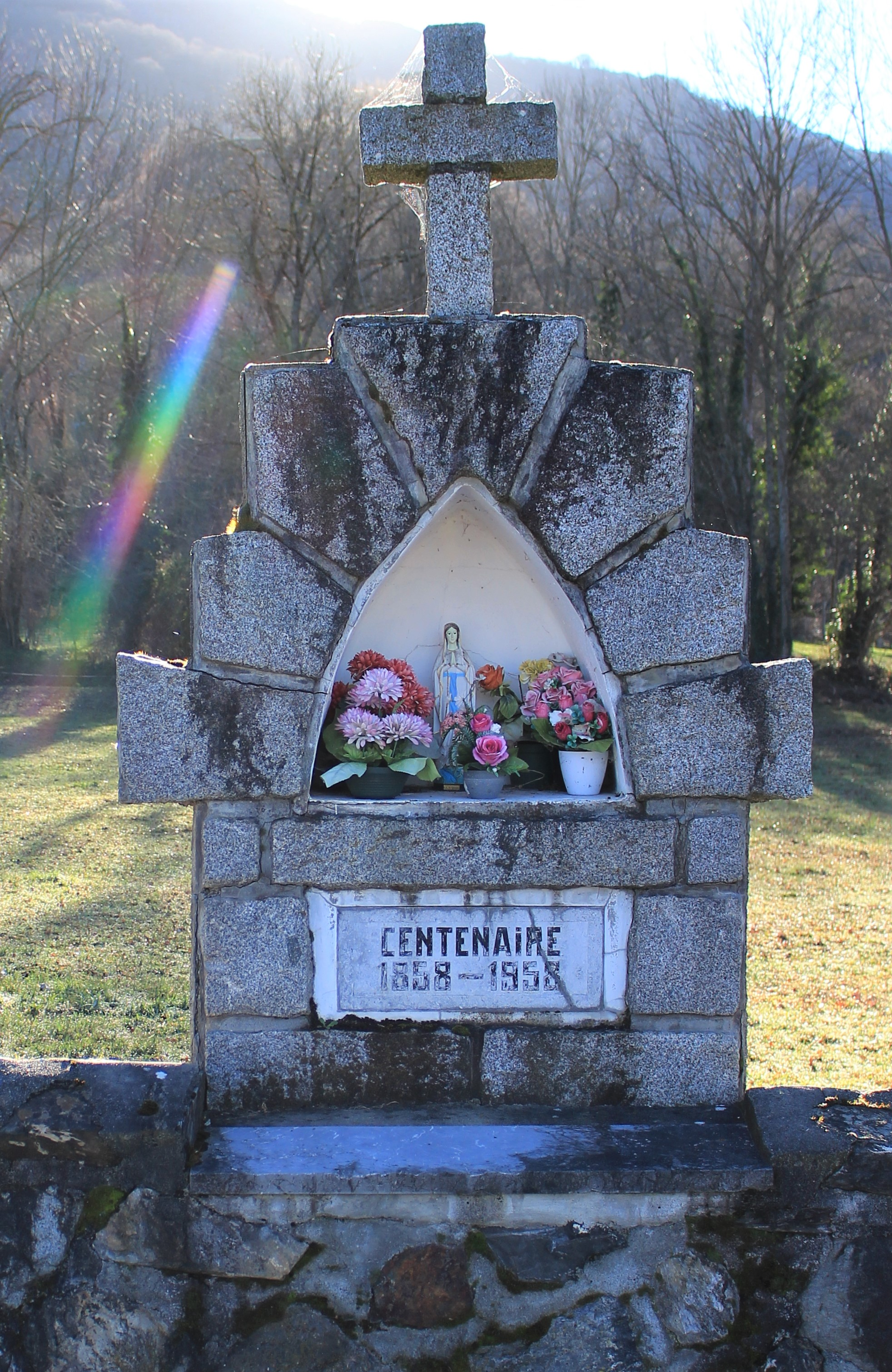
L'oratoire Notre-Dame de Lourdes.

### Lieux et monuments
- Les ruines du château de Beaucens, ancien château du XIVe siècle des vicomtes de Lavedan, sont inscrites au titre des monuments historiques depuis 1927[64]. Le site a été transformé en parc zoologique, le « Donjon des Aigles », où l'on peut admirer des rapaces en vol autour des ruines du château, avec une vue sur la vallée des Gaves.
- Le manoir de Cohitte du XVIIe siècle et ses dépendances sont inscrits au titre des monuments historiques depuis 1998[65].
- L'église Saint-Vincent.
- Lavoir.

### Héraldique
| Blason | Blasonnement : Parti : au 1er d'argent à trois corneilles de sable, celle de la pointe posée sur une branche de sinople, au 2e d’or à quatre pals de gueules. |